# Carlos de Cárdenas Jr.
Carlos de Cárdenas Jr. est un skipper cubain né le 7 juillet 1932 à La Havane et mort le  6 mai 1990 à Nassau (Bahamas). 

## Carrière
Carlos de Cárdenas Jr. est médaillé d'argent champion olympique de voile en Star aux Jeux olympiques d'été de 1948 de Londres